# Lac de Derborence
Lac de Derborence är en sjö i Schweiz. Den ligger i den sydvästra delen av landet, 80 km söder om huvudstaden Bern. Lac de Derborence ligger 1 477 meter över havet. Arean är 4,4 kvadratkilometer.
Trakten runt Lac de Derborence består i huvudsak av gräsmarker. Runt Lac de Derborence är det ganska tätbefolkat, med 214 invånare per kvadratkilometer.